# Асали, Сабри
Сабри аль-Асали (араб. صبري العسلي‎; 1903, Дамаск — 13 апреля 1976, Дамаск) — сирийский политический и государственный деятель, 3 раза занимал пост премьер-министра Сирии, вице-президент Объединённой Арабской Республики.

## Биография

### Ранние годы
Родился в состоятельной земле дамасских землевладельцев. Рос под сильным влиянием своего дяди Шукри аль-Асали, адвоката, одного из лидеров дамасского подполья в 1908—1914 годах (казнён за свою деятельность в 1916 году), который в то же время являлся одним из депутатов Османского парламента. Сабри аль-Асали изучал право в университете Дамаска, в 1925 году получил диплом. В этом же году началось сирийское восстание, в котором аль-Асали принял деятельное участие: он организовал сбор помощи повстанцам в своём квартале Дамаска, а также лично жертвовал средства в их пользу, помогал им в снабжении оружия и медикаментов. В конце концов о его деятельности стало известно французам, и он был выслан из страны. Аль-Асали уехал в Саудовскую Аравию, где почти сразу стал специальным советником будущего короля Абд аль-Азиза. В частности, аль-Асали представлял Абд аль-Азиза на саудовско-иорданской конференции 1928 года, проходившей в городе Иерихон. Во время своего пребывания в Эр-Рияде, аль-Асали подружился с политическим деятелем Сирии — Шукри аль-Куатли. В 1932 году, после объявления всеобщей амнистии, они оба вернулись в Сирию.

### Политическая карьера в Сирии
В 1933 году аль-Асали стал одним из основателей Лиги Национального Действия (عصبة العمل القومى) — движения, направленного на объединение интеллектуальных усилий арабов в борьбе за освобождение арабских стран от европейского господства.
В 1936 году Шукри аль-Куатли стал вице-президентом Национального блока и пригласил аль-Асали в его ряды. Аль-Асали оставил Лигу Национального Действия и в 1936 году был избран в сирийский парламент по мандату Национального блока кандидатом от Дамаска. Впоследствии он переизбирался в парламент в 1943, 1947, 1954 и 1962 годах. В марте 1945 года Шукри аль-Куатли, ставший президентом Сирии, назначил аль-Асали министром внутренних дел, а в августе того же года тот стал министром юстиции и образования. В апреле 1946 года он вновь стал министром внутренних дел, на этот раз в первом правительстве Сирии, образованном после вывода французских войск с территории страны. Взамен Национального блока была создана Национальная партия: аль-Асали стал её генеральным секретарём, а Шукри аль-Куатли — духовным лидером.
В 1945 году аль-Асали присутствовал на учредительной конференции Лиги арабских государств. В 1948 году он в четвёртый раз стал министром внутренних дел, на этот раз в правительстве Джамиля Мардам-Бея. В это время одной из основных его забот стало усмирение антиправительственных демонстраций, связанных с Первой арабо-израильской войной. Аль-Асали предпринимал жёсткие меры, вплоть до арестов (в частности, в это время был арестован один из основателей партии Баас Мишель Афляк) и вывода на улицы городов армейских подразделений. В это время было совершено несколько покушений на его жизнь.
Начиная с первого военного переворота в Сирии, устроенного Хусни аз-Заимом в августе 1949 года, и вплоть до свержения пришедшего позже к власти Адиба аш-Шишакли, аль-Асали находился в оппозиции. После свержения аш-Шишакли в феврале 1954 года, вернувшийся к власти президент Хашим аль-Атаси предложил аль-Асали сформировать кабинет министров. Одним из главных событий, произошедших в течение первого срока аль-Асали на посту премьер-министра, стало убийство членами Сирийской социальной националистической партии начальника главного штаба сирийской армии Аднана аль-Малики, вызвавшее большой резонанс в армейских кругах. Аль-Асали был вынужден объявить ССНП вне закона и арестовать почти всё руководство партии. 

### Союз с Египтом
К 1955 году аль-Асали стал одним из основных сторонников идей Гамаля Насера. В этом же году он посетил Египет, где встретился с Шукри аль-Куатли, который жил там в изгнании с 1949 года. Аль-Асали обеспечил безопасное возвращение аль-Куатли в Сирию, и убедил его принять участие в президентских выборах. Когда аль-Куатли вновь стал президентом страны, он предложил аль-Асали сформировать правительство. Вместе они составили сильнейшую пронасеровскую коалицию. Аль-Асали был одним из главных архитекторов создания союзного государства Сирии и Египта: он вступил в тесные контакты со сторонниками Насера в сирийской армии (в частности, с главой разведки Абд аль-Хамидом Сарраджем и начальником штаба Афифом аль-Бизри). Он назначил министром иностранных дел Салах ад-Дина Битара, одного из основателей социалистической партии Баас, и в 1957 году отправил его на переговоры с египтянами о создании Объединённой Арабской Республики. 1 февраля 1958 года, когда единое государство было создано, аль-Асали стал вице-президентом ОАР. Однако в связи с интригами своих противников, предоставивших документы, свидетельствовавшие о том, что в период с 1951 по 1954 год аль-Асали получал деньги от правительства Ирака, он был вынужден уйти в отставку в 1959 году.

### Последние годы
Энтузиазм аль-Асали по поводу союза с насеровским Египтом довольно быстро прошёл, и в 1961 году он приветствовал переворот, положивший конец существованию ОАР. Однако уже в марте 1963 года в независимой Сирии произошёл очередной военный переворот, в результате которого к власти пришла партия Баас, настроенная на возобновление союза с Египтом. Как и многие другие видные сирийские политики, критиковавшие Насера, аль-Асали попал под репрессии: он был лишён гражданских прав, его собственность была конфискована, а Национальная партия объявлена вне закона. Остаток своих дней Сабри аль-Асали провёл вне политики. Умер в Дамаске в апреле 1976 года.